# Endre Antalffy
Endre Antalffy (n. 3 februarie 1877, Răstolița - d. 6 februarie 1958, Târgu Mureș) a fost un scriitor, lingvist, orientalist, istoric literar, traducător maghiar din Transilvania, cunoscut mai ales pentru traducerile sale din limbile arabă, persană, turcă în limbile maghiară și română.

## Biografie
Ense Antalffy a început studiile la Liceul Romano-Catolic din Târgu-Mureș. Apoi le continuă la Alba Iulia (1896), iar studiile universitare le-a făcut la Facultatea de Filologie, Lingvistică și Istorie, din cadrul Universității Franz Josef din Cluj, unde a obținut diploma de profesor.
S-a consacrat studiilor de orientalistică, aprofunzând la facultatea musulmană a moscheii Azhar din Cairo, unde a studiat civilizația mahomedană. A făcut călătorii de studii în Orientul Apropiat, în Ierusalim și Constantinopol. A fost profesor secundar (1905-1906, 1908-1938). Cunoștea câteva limbi orientale: araba, turca, ebraica și persana. A redactat partea arabă, turcă și persană din Enciclopedia literaturii universale, publicată la Budapesta în 1930. A tradus în limba maghiară Coranul, dar lucrarea s-a păstrat doar ca și manuscris. A tradus și fragmente ale cronicilor arabe și turcești, ce făceau referire la evenimente și personalități românești. Aceste traduceri au apărut în reviste de specialitate, cum ar fi Analele Academiei Române și Revista Istorică (1932–1934). A tradus în limba maghiară celebrul text O mie și una de nopți. Revenit din călătoriile sale de studiu realizate în Orientul, a predat la Budapesta, apoi din 1910 la Târgu Mureș.
Ca și orientalist a realizat studii și articole despre istoria medievală a României. În cercetările sale de orientalistică, Endre a primit un sprijin real din partea lui Nicolae Iorga.
În toamna anului 1944 devine subprefect al județului Mureș, iar în 30 septembrie înființează,împreună cu Horváth Dénes, Uniunea Democrată Maghiară. În anii 1940-1950 a trăit retras din viața publică și politică, a publicat câteva recenzii și traduceri în revista Igaz Szó. În 1956 a apărut la Budapesta volumul Ezeregyéjszaka meséi (O mie și una de nopți), ca o recunoaștere a activității sale de traducător.